# Bioschweinehaltung

Bio-Siegel nach Kriterien der EU

Unter Bioschweinehaltung versteht man die Schweinehaltung in der ökologischen Landwirtschaft unter Einhaltung bestimmter gesetzlicher Vorgaben.
Bio steht für „ökologisch/biologische Produkte“, welche die EU-Öko-Verordnungen erfüllen.

## Vorschriften
Die Bioschweinehaltung muss bestimmten EU-Rechtsvorschriften folgen. Für die Haltung der Tiere ist viel Tageslicht vorgeschrieben. Eine konkrete Stundenzahl wird nicht genannt. Grundvoraussetzungen sind außerdem der Auslauf von mindestens 1 Quadratmeter pro Schwein und eine natürliche Belüftung. Verboten ist die Anbindehaltung. Die Bodenfläche darf höchstens zur Hälfte aus Spaltenboden bestehen. Für die andere Hälfte gilt, das sie glatt, befestigt und rutschsicher sein muss. Auch ist eine trockene und eingestreute Liegefläche vorgeschrieben. Niedertragende und leere Sauen müssen in Gruppen gehalten werden. Die Größe von Abferkelbuchten darf 7,5 Quadratmeter nicht unterschreiten. Für Ferkel sind weder Käfige noch Flatdecks oder Kupieren und das Abschleifen der Zähne zulässig. Die Bewegungsfreiheit der Säue darf nur kurzfristig eingeschränkt werden. Eine genauere Zeitangabe ist in der EU-Rechtsvorschrift nicht genannt. Die Mindestsäugezeit schreibt die EU mit 40 Tagen vor.

## Praktische Bioschweinehaltung
Einige der Vorschriften führen zu höheren Kosten, weshalb durch die höhere Zahl (bis zu 40 Prozent) von produktiven Sauen das Gruppensäugeverfahren zulässig ist. Wichtig ist neben der Haltung die Fütterung, die aus ökologischer Erzeugung kommen muss. Noch bis zum Jahresende 2017 dürfen Mäster konventionelle, gentechnikfreie Eiweißfutterkomponenten zukaufen, wenn diese ansonsten den EU-Rechtsvorschriften zum ökologischen Landbau entsprechen. Die Zumischung dieser Komponenten kann maximal fünf Prozent des Futters erreichen. Bioschweine werden schon seit August 2003 nur als solche definiert, wenn sie mindestens sechs Monate auf die beschriebene Weise ökologisch gehalten wurden. Für die Mast kommen daher nur Ferkel aus der ökologischen Sauenhaltung infrage. Wenn konventionelle Sauen zugekauft werden, müssen sie anschließend ökologisch gehalten werden. Der Anteil konventioneller Tiere, die im Betrieb eingegliedert werden, darf von 10 % nur kurzfristig auf bis zu 20 % gesteigert werden, wenn zur Bestandserhaltung neue Tiere aufgenommen werden müssen.

## Verbreitung
Im Gegensatz zur konventionellen Schweineproduktion konnte die Bioschweineproduktion in der Schweiz ein starkes Wachstum verzeichnen; Im Jahr 2018 wurden drei Prozent des Schweinebestands nach biologischen Kriterien gehalten. Dieser Trend setzte sich auch im Jahr 2019 weiter fort.
In Deutschland machen ökologische/bio-zertifizierte Schweine 0,8 % des Tierbestandes im Jahr 2020 aus.